# مصطفی ولد سالک
مصطفی ولد سالک (انگلیسی: Mustafa Ould Salek؛ زاده ۱۹۳۶ – درگذشته ۱۸ دسامبر ۲۰۱۲) سیاستمدار اهل موریتانی بود. وی از ۱۰ ژوئیه ۱۹۷۸ تا ۳ ژوئن ۱۹۷۹ رئیس‌جمهور این کشور بود.
مصطفی ولد سالک در ۱۸ دسامبر ۲۰۱۲، در سن ۷۶ سالگی در پاریس درگذشت.